# Monika Smolková
Monika Smolková, née le 6 octobre 1956, est une femme politique slovaque.

## Biographie
Elle est députée européenne en 2014, du fait du retrait de Maroš Šefčovič qui conduisait la liste du SMER – social-démocratie et qui est nommé vice-président de la Commission Juncker.